# NGC 4510
NGC  ist eine elliptische Galaxie vom Hubble-Typ E im Sternbild Drache am Nordsternhimmel. Sie ist schätzungsweise 127 Millionen Lichtjahre von der Milchstraße entfernt und hat einen Durchmesser von etwa 55.000 Lichtjahren.
Im selben Himmelsareal befinden sich u. a. die Galaxien NGC 4481, NGC 4512, NGC 4545.
Das Objekt wurde am 9. September 1866 von dem deutsch-dänischen Astronomen Heinrich Louis d’Arrest entdeckt.